# Dietrichsdorf
Dietrichsdorf är en Ortshaft i staden Zahna-Elster i Landkreis Wittenberg i förbundslandet Sachsen-Anhalt i Tyskland. Dietrichsdorf var en kommun fram till den 1 januari 2011 när den uppgick i Zahna-Elster. Dietrichsdorf hade 209 invånare 2010.